# Сельское поселение «Село Трубино»
Сельское поселение «Село Трубино» — муниципальное образование в составе Жуковском районе Калужской области России. Центр — село Трубино.

## История
Статус и границы сельского поселения установлены Законом Калужской области № 7-ОЗ от 28 декабря 2004 года «Об установлении границ муниципальных образований, расположенных на территории административно-территориальных единиц „Бабынинский район“, „Боровский район“, „Дзержинский район“, „Жиздринский район“, „Жуковский район“, „Износковский район“, „Козельский район“, „Малоярославецкий район“, „Мосальский район“, „Ферзиковский район“, „Хвастовичский район“, „Город Калуга“, „Город Обнинск“, и наделении их статусом городского поселения, сельского поселения, городского округа, муниципального района».

## Население
| 2010 | 2012 | 2013 | 2014  | 2015 | 2016 | 2017 |
| ---- | ---- | ---- | ----- | ---- | ---- | ---- |
| 875  | ↘866 | ↘848 | ↘847  | ↗858 | ↗878 | ↗890 |
| 2018 | 2019 | 2020 | 2021  |      |      |      |
| ↗903 | ↘896 | ↘886 | ↗1117 |      |      |      |

## Состав поселения
В поселение входят 16 населённых мест:
| №  | Населённый пункт | Тип населённого пункта       | Население |
| -- | ---------------- | ---------------------------- | --------- |
| 1  | Глубокий Овраг   | деревня                      | →2        |
| 2  | Городенка        | деревня                      | ↘4        |
| 3  | Дубровка         | деревня                      | →3        |
| 4  | Дураково         | деревня                      | ↘0        |
| 5  | Ивашковичи       | деревня                      | ↘24       |
| 6  | Кувшиново        | деревня                      | ↘18       |
| 7  | Кутепово         | деревня                      | ↘7        |
| 8  | Лаптевка         | деревня                      | ↘2        |
| 9  | Луканино         | деревня                      | ↘6        |
| 10 | Меркульево       | деревня                      | ↘0        |
| 11 | Подчервино       | деревня                      | ↘2        |
| 12 | Пурсовка         | деревня                      | →3        |
| 13 | Трубино          | село, административный центр | ↗776      |
| 14 | Фатеево          | деревня                      | ↘6        |
| 15 | Федоровское      | село                         | →18       |
| 16 | Храпеево         | деревня                      | ↗4        |